# Delphine Jacquot d'Andelarre
Delphine Jacquot d’Andelarre, née à Malte en 1797 et morte à Paris 9e le 6 octobre 1860, appelée communément la vicomtesse de Nays-Candau, était une amie de la reine des Français. Elle est à l'origine du vol gigantesque du cabinet des médailles de la Bibliothèque royale.

## Famille
Delphine Pierrette Charlotte Thérèse Elisabeth Jacquot d'Andelarre est née en 1797. Elle est la fille de Jean-Louis- Aynard, marquis d'Andelarre, et de Catherine de Richardi.
Elle épouse à Paris le 20 juillet 1818, Louis-Mariano de Nays, dit « le vicomte de Nays-Candau », garde du corps (1815), capitaine de dragons, lieutenant de cavalerie, sous-préfet de Bagnères-de-Bigorre (1825-30), né à Vittoria (Espagne) le 24 mars 1794, mort à Pau le 3 juillet 1864.

## Le vol
Le 6 novembre 1831, on découvre qu’un vol a été commis dans le cabinet des médailles de la Bibliothèque royale (actuelle Bibliothèque nationale) : plus de 2 000 médailles d’or et des objets d’art irremplaçables : la coupe de Charlemagne, l’anneau royal de Childéric, le sceptre de Louis le Débonnaire…
Le policier et détective Eugène-François Vidocq réussit à retrouver les coupables. « Le fameux Vidocq est appelé sur les lieux. Le vol n’a pu être commis que par des criminels particulièrement efficaces et adroits. On enquête autour de quelques suspects. Parmi eux un certain Fossard, bagnard évadé depuis peu. Son frère est bijoutier à Paris. Parmi les clientes du bijoutier, Madame de Nays-Candau, née Delphine de Jacquot d’Andelarre, qui bénéficie de hautes protections. Chez Mme de Nays on retrouve les objets volés. Elle était receleuse et trésorière de l’association des Grands Fanadels présidée par Fossard. ». Bénéficiant de la protection du roi et de la reine, elle comparait comme simple témoin au procès tenu à huis clos en février 1833. Les comparses de Fossard, notamment un certain Drouhin, sont condamnés à des peines de prison. Quant à Fossard, il retourne au bagne où il meurt du choléra.
La vicomtesse de Nays-Candau se réfugie en Suisse avec la moitié des lingots. Cet immense trésor n’a jamais été retrouvé.
Mais l'élucidation du vol vaut à Eugène-François Vidocq de redevenir le chef de la sûreté nationale le 31 mars 1832.

## Pour approfondir